# UFC Fight Night: Bisping vs. Gastelum
UFC Fight Night: Bisping vs. Gastelum var en MMA-gala som arrangerades av Ultimate Fighting Championship och ägde rum 25 november 2017 i Shanghai i Kina. 

## Resultat
1. ↑  Catchweight 148 lbs.'"`UNIQ--ref-00000004-QINU`"'